# Three O'Clock in the Morning
Three O'clock in the Morning è un brano musicale statunitense scritto in forma di valzer.

## Descrizione
Su parole di Theodora Morse (citata come Dorothy Terriss) venne musicata da Julian Robledo. La canzone venne registrata nel 1922 da Paul Whiteman e dalla sua Orchestra. Rimase per otto settimane al #1 divenne la canzone di riferimento di Whiteman e vendette più di tre milioni di copie fra le diverse versioni.
Connie Francis registrò questa canzone nel suo album Greatest American Waltzes nel 1963. Bert Kaempfert reincise la canzone, non in tempo di valzer, nel suo album del 1965 Three O'clock in the Morning. 
La canzone è citata nel romanzo del 1925, Il grande Gatsby di F. Scott Fitzgerald. 
Karl-Lennart scrisse una versione in lingua svedese. Il titolo era "Sista valsen". Le Harmony Sisters, con la Cupol-orkestern diretta da Jerry Högstedt, la registrarono a Stoccolma il 10 dicembre 1949. La canzone venne pubblicata in 78 giri Cupol 4331.